# 오이시 요시카네

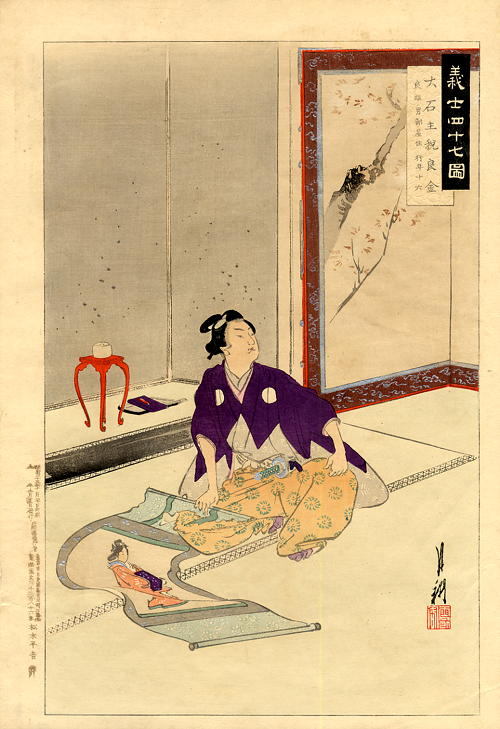
『의사 47도 오이시 치카라 요시카네』 (오가타 겟코作)

오이시 요시카네(일본어: 大石良金 おおいし よしかね[*], 겐로쿠 원년 (1688년) ~ 겐로쿠 16년 2월 4일 (1703년 3월 20일))는 에도 시대 전기의 무사이다. 아코 낭사 47사 중 한명이다. 아명은 마츠노죠(松之丞(まつのじょう)), 통칭 치카라 (主税(ちから))이다. 아버지는 오오이시 요시오, 어머니는 리쿠, 동생은 오오이시 키치노신, 오오이시 다이사부로, 여동생은 오오이시 쿠우, 오오이시 루리가 있다. 본성은 후지와라씨. 가몬은 右二ツ巴.

## 생애

### 습격 전후
겐로쿠 원년 (1688년)에 하리마국 아코번 필두가로 오오이시 요시오의 적남으로서 아코에서 태어났다. 어렸을 적에 포창을 앓았다고 한다.
겐로쿠 14년 3월 14일 (1701년 4월 21일), 주군 아사노 나가노리가 에도성 마츠노오오히로마에서 키라 요시히사에게 칼로 부상을 입혀, 아사노 나가노리가 당일 할복, 아코번 개역이 된 때는 요시카네는 세는 나이로 14세이며, 원복 전이었다.
아코성을 막부의 수성사 와키사카 야스테루에게 인도한 후, 요시카네의 아버지 요시오는 엔린지에서 번정 잔무 처리에 임했는데, 이 사이인 5월 11일 (6월 16일), 요리카네는 생모 리쿠나 남동생 키치노신, 여동생 쿠우와 루리, 4명을 데리고 리쿠의 친정인 타지마 토요오카번 가로 이시즈카 츠네요시의 저택으로 향했다. 이 토요오카 체제 중에 요시카네는 츠네요시로부터 와키자시를 받았다.
그 후, 7월에 요시오가 교토 야마시나로 이사하자, 리쿠나 요시카네들도 야마시나로 옮겼다. 이때 요시오는 낭인이 된 구 아코번사들로부터 서지혈판장을 받고 아사노가 재건운동에 진력 중이었다. 요시카네는 12월에 원복하고 의맹에 가담했다. 이듬해인 겐로쿠 15년 (1702년) 4월, 요시오는 아내 리쿠와 이혼하고, 리쿠는 어린 아이들과 함께 토요오카로 돌아왔지만, 요시카네는 야마시나에 남아 아버지와 행동을 같이했다.
7월, 아사노 나가노리의 동생 아사노 나가히로가 히로시마 아사노 종가에 평생 맡겨지는 것이 정해지고, 아사노가의 재건이 절망적이 되자, 요시오는 마루야마 회의에서 키라 요시히사에게 복수하자는 것이 결정되었다. 9월 19일 (11월 8일), 요시카네는 요시오보다 앞서서 에도로 내려와, 카키미 사나이(垣見左内)라고 자칭해 에도에서는 니혼바시이시쵸 3초메 (현 도쿄도 츄오구 니혼바시혼쵸)의 여관 오야마야 야베에점(小山屋弥兵衛店)에 머물렀다. 뒤이어 내려온 오오이시 요시오도 이곳에 머물렀다.
12월 15일 새벽. 47명의 아코 낭사는 키라 요시히사의 저택에 쳐들어갔고, 요시카네는 후문대의 대장을 맡았다. 격투 끝에 낭사들은 키라를 죽이고 숙원을 풀었다. 아코 낭사 일행은 센가쿠지로 방향을 틀어, 아사노 나가노리의 묘 앞에 키라 요시히사의 목을 올리고 복수를 보고했다.
막부는 아코 낭사를 네개의 다이묘가에 맡기고, 요시카네는 호리베 타케츠네, 오오타카 타다오 등 9명과 함께 마츠다이라 사다나오 (히사 마츠다이라・이요 마츠야마번) 저택에 맡겨졌다. 이듬해인 겐로쿠 16년 (1703년) 2월 4일, 공의에 의해 아코 낭사에게 할복을 명령 받고, 요시카네는 같은 집에 맡겨진 10명 중 최초로 할복을 명령받았다. 마츠다이라가 가신 하가 초에이(波賀朝栄)의 카이샤쿠로 할복. 향년 16세였다. 최연소 낭사였다. 주군 아사노 나가노리와 같이 타카나와 센가쿠지에 묻혔다.

### 일화
- 계명은 인상수검신사(刃上樹剣信士). 또한 오오이시 부자는 가격이 영주의 대리인 보다이의 죠다이 가로 (대대로 세습)이기 때문에, 특별 등급으로 아코번에서 보다이지인 카가쿠지에서는 요시카네의 계명에 원호인 초린인(超倫院)이 덧붙여져 있다.
- 자식이 없는 나가노리로부터도 학문의 깊은 총명함을 사랑받아 (요시카네는 후지에 쿠마요(藤江熊陽)라는 학자에게 붙어서 배우고 있었다) 어릴 때부터 자기 자식이나 다름없이 귀여움받았기 때문에, 평생 그 은혜를 잊지 않았다. 원복한지 얼마 안돼었기 때문에, 요시카네는 자식도 없고, 다른 동생도 출가 중, 젊은 나이에 병사했기 때문에, 아버지와 형 요시카네의 얼굴을 모르는 (습격 당시 유아) 3남 다이사부로 요시야스가, 후에 6대 쇼군 이에노부가 올랐을 때, 일반 사면되어, 아사노가 게이슈 히로시마 본가에서 사관을 하고 오오이시 성씨로 돌아오게 되었다.
- 어릴 적에 성에서 배알할 때, 말(馬)를 배알하고 싶다고 당당하게 청원하여 과연 무사의 아들이라고 영주에게 칭찬받았다는 일화가 있다. 가로가 되고보니, 아버지 이상의 능력이 있었다고 한다. 반목하고 아버지 밑에서 이탈하려던 호리베 등 급진파의 에도구미에 스스로 인질로 자원하여 아버지에 앞서 에도에 들어갈 정도의 판단력과 통솔력이 있었다. 요시오가 에도에 도착할 때까지, 자주 에도 젊은 팀의 폭발을 막아, 정찰 등에 전력하도록 노장과 함께 지시했다. 습격 전투는 검호라고 불리던 젊은 사람이 많이 배속된 후문에서 대부분 행해져 장수로서의 책임은 요시카네가 아버지보다 무거웠다. 빠져나갈 구멍을 찾아내 자신으로부터 재빨리 뛰어드는 등, 후에 그 재치는 뛰어난 사람으로서 보관소에서 높게 평가받았다.
- 요시카네는 부모님의 이혼을 모르고 할복했다. 증거로 요시오는 맡긴 곳의 쿠마모토번 저택 경유로 오메츠케 (공의 최고의 평정소)앞으로 제출한 자필 친척서에는 처 리쿠를 이혼한 사람으로 쓰고 있지만 (연좌 회피를 위한 이혼), 요시카네가 히사마츠 마츠다이라가 경유로 제출한 친척서에는 리쿠를 어머니로 인정해 「부모」로 기재되어 있다. 다이묘가의 가문이 된 것은 막부에 있어서 「마타모노 (다이묘이고, 영주의 경우 아랫사람의 가신이니까)」에 지나지 않는 낭사들이 「하타모토격」으로 귀빈 대우를 받게 되었다.
- 당시로서는 드문 죄인 취급이 아니고, 밧줄도 격자도 걸지 않고, 저택 내라면 산택도 자유롭게 할 수 있었다고 한다. 또, 요시카네는 연말에 위탁처에서 유행하던 감기로 고열이 나, 접대역을 당황하게 했던 것이 호소카와 저택에 전해지는 등, 다른 다이묘가끼리 정보가 서로 전달되고 있었다. 2국 5찬 이외에 야식이나 자기전에 마시는 술 등 숙식에 상당한 진수성찬에 질린 모습을 기록한 보관처의 기록도 유명하다.
- 할복 당일은 장수로써 최후까지 다루어져 맨 먼저 할복해 수급 검시를 받았다. 젊은 나이에도 불구하고 당당하고 여유 있는 태도에 검시역들이 울었다는 일화가 있다. 할복 후에는 오메츠케 저택 출두시 압수된 크고 작은 칼이나, 주사위, 소맷자락에 이름이 새겨진 습격 당시 입은 옷이나, 감금 중에 배령한 착용 의류나 할복시의 죽음 의류 등이 오메츠케 센고쿠 히사나오의 호의로, 당시로는 이례적으로 막부에 몰수 처분 되지 않고 유족에게 유품으로써 하달되었다.
- 낭사 전원이 생전에 센가쿠지 안장을 원서를 통해 희망하였고, 이루어졌다. 시신은 직접 절로 운구되어 유발과 함께 맡은 접대역이 각 유족의 위치를 알아보고 4가 담당자가 따로 찾아와 건넸다. 맡긴 곳에서도 말단 신분이 아닌 가로격으로 접대하게 하는 파격적인 대우였다.

## 그 외
- 당시 사람으로서는 몸집이 컸으며, 키는 5척 7촌(172cm 전후)였다고 한다. 키가 145cm 정도가 평균 신장으로 불리던 시대여서 변경같이 덩치가 큰 사내로 보였던 것으로, 하라 모토토키의 호리베 타케츠네에게 보낸 서한에 "주설, 연배보다 묵었다(主税、年ぱいよりひね申し候)"라는 구절이 나온다. 젊지만, 일찍부터 착실한 사람이었다.
- 교토 체류 중인 겐로쿠 15년 (1702년), 시죠 카와하라의 이로고 (가부키 배우) 아이야마 코노스케(相山幸之助)와 중도(남색)의 인연을 맺었다고 한다.
- 코단사인 칸다 마츠노죠 (후에 6대 칸다 하쿠잔의 이름을 계승)의 예명은 「아코의사전(赤穂義士伝)」을 각별히 사랑하는 스승 3대 칸다 쇼리가 요시카네의 아명에서 따서 지어준 것이다.